# Philippe Le Clerc
Philippe le Clerc (Zweibrücken, 1755 – Monaco di Baviera, 1826) è stato un pittore tedesco.

## Biografia
Figlio di Jakob Friedrich Le Clerc, fu apprendista di Daniel Hien.
A partire dal 1799 operò a Monaco di Baviera, come pittore di corte.
Rappresentò principalmente ritratti, paesaggi e scene di caccia secondo uno stile che presenta reminiscenze di quelli di Adriaen Frans Boudewijns, Pieter Bout e Matthijs Schoevaerdts.